# Archboldia papuensis sanfordi
El pergolero de Sanford (Archboldia papuensis sanfordi) es una subespecie del pergolero de Archbold (Archboldia papuensis) que vive en el este y centro de Nueva Guinea.